# Hell of an Act to Follow
Hell of an Act to Follow è un album di Willie Bobo, pubblicato dalla Columbia Records nel 1978.
Nel 2009 l'etichetta Soul Bros. Records pubblicò in un unico CD questo album e Bobo, uscito l'anno seguente.

## Tracce
Lato A
1. Always There – 5:11 (Paul Allen, William Jeffrey, Ronnie Laws)
2. Keep That Same Old Feeling – 5:11
3. Together – 3:42 (C. Fox, Norman Gimbel)
4. Pisces – 3:51 (Bobby Lyle)

Lato B
1. Dindi – 6:18 (Ray Gilbert, Antônio Carlos Jobim)
2. Snort of Green – 4:23 (T. Green)
3. Fairy Tales for Two – 4:20 (D. Frank)
4. Sixty-Two Fifty – 3:25 (S. A. Elster)

## Musicisti
- Willie Bobo - percussioni, timbales
- Willie Bobo - voce solista
- Gary Herbig - sassofono, flauto
- Oscar Brashear - strumenti a fiato
- Ronald King - strumenti a fiato
- Ernie Watts - tromba
- Thurman Green - trombone
- Bobby Lyle - tastiere
- Stuart Elster - tastiere (solo nel brano B4)
- Roland Bautista - chitarra
- Donny Beck - basso
- Nathaniel Phillips - basso
- Steven Guiterrez - batteria
- Victor Pantoja - congas, percussioni
- Alex Brown - accompagnamento vocale (brani A2 & A3)
- Alicia M. Howard - accompagnamento vocale (brani A2 & A3)
- August Johnson - accompagnamento vocale (brani A2 & A3)
- Deborah D. Thomas - accompagnamento vocale (brani A2 & A3)
- Mortonette M. Jenkins - accompagnamento vocale (brani A2 & A3)
- Sylvia St. James - accompagnamento vocale (brani A2 & A3)
- Bobby Lyne - arrangiamenti, strumenti a fiato (brani A1, A2 & A4)
- Thurman Green - arrangiamenti, strumenti a fiato (brani A3, B1 & B2)
- Stuart Alan Ester - arrangiamenti, strumenti a fiato (brani B3 & B4)
- George Del Barrio - arrangiamenti, strumenti a corda (brani A3, B1 & B3)